# غايوس شافر
غايوس شافر (بالإنجليزية: Gaius Shaver)‏ هو لاعب كرة قدم أمريكية أمريكي، ولد في 14 أغسطس 1910 في كوفينا في الولايات المتحدة، وتوفي في 11 أكتوبر 1998 في فالبروك في الولايات المتحدة.